# Valzer op. 64 n. 1 (Chopin)
Il Valzer op. 64 n. 1 in Re bemolle maggiore, conosciuto anche come Valzer del cagnolino o Valzer di un minuto per la brevità di esecuzione, è una composizione per pianoforte realizzata da Fryderyk Chopin nel 1846 e pubblicata per la prima volta nel 1847.

## Storia
Il valzer, come gli altri due dell'op. 64, fu composto da Chopin a Parigi nel 1846, sicuramente prima dell'estate. Lo stesso musicista lo attesta in una lettera che scrisse all'amico Wojciech Grzymała, una volta giunto a Nohant, nella residenza estiva di George Sand. Il compositore vendette all'editore Breitkopf & Härtel i tre brani nel giugno dell'anno seguente, quindi all'editore Brandus di Parigi nel 1848. Il successo di questo valzer in particolare fu tale che ne vennero realizzate anche alcune pubblicazioni non autorizzate in Inghilterra.
Chopin dedicò il valzer alla contessa Delphine Potocka, sua allieva e amica, e suonò il brano durante l'ultimo concerto da lui tenuto a Parigi il 16 febbraio 1848, riscuotendo un grande successo.
L'opera è conosciuta anche come il Valzer del cagnolino. Secondo alcuni biografi, infatti, sarebbe stata ispirata a Chopin dal cagnolino di George Sand di nome Marquis. La stessa scrittrice, osservando il cane girare su se stesso nel tentativo di acchiapparsi la coda, avrebbe detto a Chopin: "Se avessi il vostro talento, comporrei un pezzo che descrivesse questo cane", e lui l'avrebbe accontentata. Anche se non esistono testimonianze più dirette, il fatto è considerato un aneddoto plausibile, vista la grande capacità del compositore di mettere in musica situazioni ed episodi particolari. Il brano è anche denominato Valzer di un minuto per la sua brevità; è anche il tempo, o poco di più, che viene impiegato dai "velocisti della tastiera" per suonarlo, sciupando però in tal modo la musica raffinata e delicata di un brano spiritoso e aggraziato: un'esecuzione corretta richiede almeno due minuti. Lo stesso Chopin non lo suonava troppo velocemente.

## Analisi

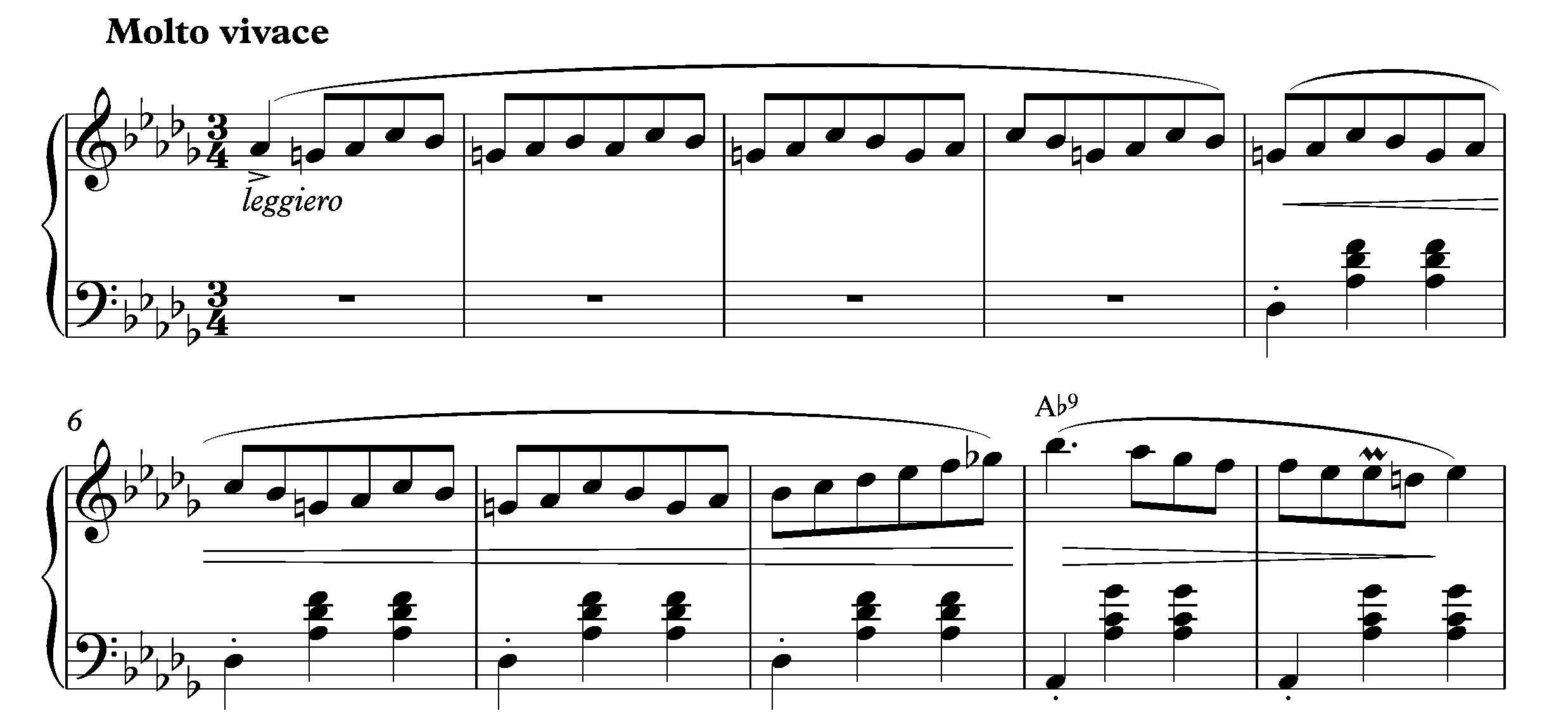
Battute iniziali del Valzer op. 64 n. 1

Il valzer è costruito secondo uno schema ABA, con un breve Trio e non presenta una Coda finale. Il brano brilla per il funambolico correre della mano destra da un registro all'altro della tastiera, mentre il basso appoggia morbidi accordi di sostegno. Dopo il moto perpetuo della prima parte (A), ne segue una seconda (B) un po' più rallentata, in cui il tema è sintetizzato lungo un'unica linea melodica. Non appena viene ripetuto, viene ornato da un'acciaccatura, generando un curioso effetto di tintinnio sonoro. La ripresa (A) ripropone l'esposizione ed è presente in partitura interamente; alla ripetizione del tema d'esordio si aggiunge, in conclusione, una piccola cascata di suoni, una scaletta discendente in Re bemolle maggiore di ventiquattro rapidissime note. L'insieme di questi preziosismi serviva a suscitare gli entusiasmi del colto e raffinato pubblico parigino.